# Wald (Bad Münstereifel)
Wald ist ein Stadtteil von Bad Münstereifel im Kreis Euskirchen, Nordrhein-Westfalen.

## Lage
Der Ort liegt circa 12 Kilometer südöstlich der Kernstadt von Bad Münstereifel. Es gibt dort viele Wanderwege für Wanderer. Am nördlichen Ortsrand verläuft die Landesstraße 113. Am westlichen Ortsrand fließt der Effelsberger Bach.

## Geschichte
Die Ortschaft Wald gehörte zur eigenständigen Gemeinde Houverath, bis diese am 1. Juli 1969 nach Bad Münstereifel eingemeindet wurde.

## Kultur und Sehenswürdigkeiten

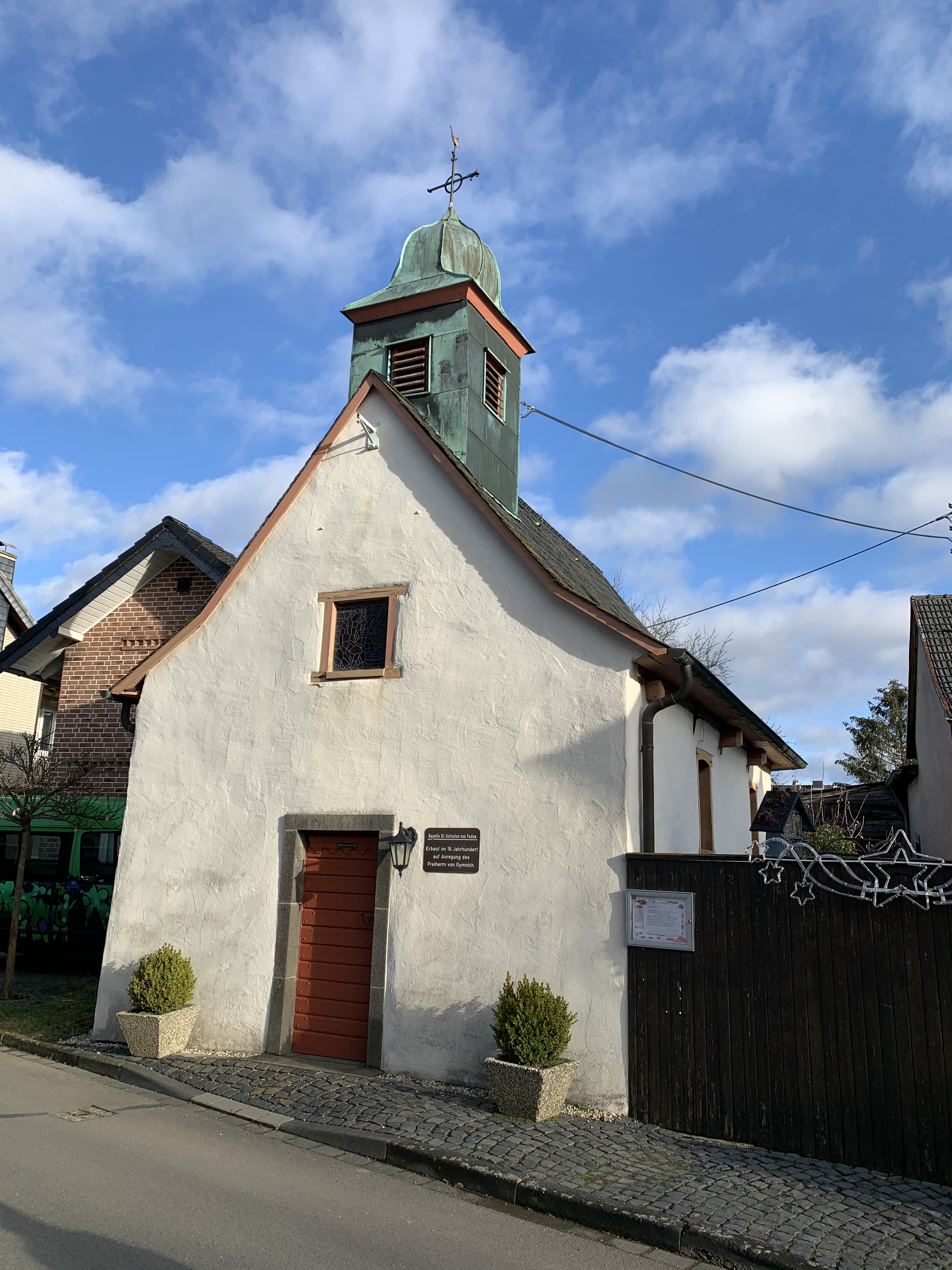
Kapelle St. Antonius von Padua

Die Kapelle St. Antonius von Padua stammt aus dem 18. Jahrhundert und gehört zum Seelsorgebereich Bad Münstereifel / Höhengebiet.

## Infrastruktur und Verkehr
Die Grundschulkinder werden zur katholischen Grundschule nach Houverath gebracht.
Die VRS-Buslinien 741 und 828 der RVK verbinden den Ort mit Bad Münstereifel, weiteren Nachbarorten und mit Rheinbach, überwiegend als TaxiBusPlus im Bedarfsverkehr. Zusätzlich verkehrt an Schultagen eine Fahrt der Linie 802 nach Euskirchen.
| Linie | Verlauf |
| ----- | --- |
| 741   | MiKE (außer im Schülerverkehr): Rheinbach Bf – Loch – Queckenberg – Kurtenberg (– Scheuren – Maulbach – Eichen – Lanzerath – Houverath – Limbach – Wald)                                                                               |
| 802   | Euskirchen Bf – Kuchenheim – Palmersheim – Flamersheim – Schweinheim – Queckenberg – Rheinbach (/← Scheuren ← Maulbach ← Eichen ← Lanzerath ← Houverath ← Limbach ← Wald)                                                              |
| 828   | MiKE (außer im Schülerverkehr): Bad Münstereifel Bf – (Bad Münstereifel Rathaus →/ Gewerbegeb./Ärzteh. ←) Rodert – Holzem – Lethert – Effelsberg – Scheuerheck – Wald – Limbach – Houverath – Lanzerath – Eichen – Maulbach – Scheuren |